# Бейсугское
Бейсугское (ранее — Галепы) — село в Брюховецком районе Краснодарского края. Входит в состав Новоджерелиевского сельского поселения.

## Варианты названия
- Бейсугская,
- Галепы,
- Малый Бейсуг,
- Малый-Бейсуг[2].

## География

### Улицы
- пер. Новый,
- ул. Восточная,
- ул. Ленина.

## История
В 1963 году указом Президиума Верховного Совета РСФСР хутор Галепы переименован в село Бейсугское Тимашевского сельского района.

## Население
| 2002 | 2010 |
| ---- | ---- |
| 399  | ↘345 |